# カイル・ハリソン
カイル・クリストファー・ハリソン（Kyle Christopher Harrison, 2001年8月12日 - ）は、アメリカ合衆国カリフォルニア州サンノゼ出身のプロ野球選手（投手）。左投右打。MLBのボストン・レッドソックス所属。

## 経歴

### プロ入りとジャイアンツ時代
2020年のMLBドラフト3巡目（全体85位）でサンフランシスコ・ジャイアンツから指名され、予定していたカリフォルニア大学ロサンゼルス校への進学を取りやめプロ入り。契約金は250万ドル。この年は新型コロナウイルスの影響でマイナーリーグの試合が開催されず、公式戦への出場はなかった。
2021年に傘下のA級サンノゼ・ジャイアンツでプロデビューし、23試合に先発登板して4勝3敗、防御率3.19、157奪三振の成績を記録した。
2022年7月16日にAA級リッチモンド・フライングスクウォーレルズに昇格した。
2023年開幕前のスプリングトレーニングに招待選手として参加した。開幕はマイナーで迎えたが8月22日にメジャー初昇格を果たし、同日に敵地シチズンズ・バンク・パークで行われたフィラデルフィア・フィリーズ戦に先発してメジャーデビュー（この試合では3.1回を投げたものの、初回にブライス・ハーパーに2点本塁打を浴び、2失点）。この年メジャーでは7試合に先発して1勝1敗、防御率4.15、35奪三振を記録した。
2024年は24試合に先発と登板試合数を大幅に増やし、7勝7敗、防御率4.56、118奪三振を記録した。
2025年の開幕はAAA級サクラメント・リバーキャッツで迎え、5月4日にルー・トリビーノと入れ替わる形でメジャーに昇格した。移籍前までに8試合に登板（うち4試合は先発）して1勝1敗1ホールド、防御率4.56、25奪三振を記録した。

### レッドソックス時代
2025年6月15日にラファエル・デバースとのトレードで、ジョーダン・ヒックス、ホセ・ベロ、ジェームズ・ティブスと共にボストン・レッドソックスへ移籍した。なお、当初は同日のロサンゼルス・ドジャース戦に先発する予定であった。

## 投球スタイル
プロ入り後に球速が増し、曲がりの大きいスライダーで空振りを量産する。制球に課題を残し、将来像は先発3番手、またはクローザーとされている。

## 詳細情報

### 年度別投手成績
| 年 度    | 球 団    | 登 板 | 先 発 | 完 投 | 完 封 | 無 四 球 | 勝 利 | 敗 戦 | セ 丨 ブ | ホ 丨 ル ド | 勝 率 | 打 者 | 投 球 回 | 被 安 打 | 被 本 塁 打 | 与 四 球 | 敬 遠 | 与 死 球 | 奪 三 振 | 暴 投 | ボ 丨 ク | 失 点 | 自 責 点 | 防 御 率 | W H I P |
| -------- | -------- | ----- | ----- | ----- | ----- | -------- | ----- | ----- | -------- | ----------- | ----- | ----- | -------- | -------- | ----------- | -------- | ----- | -------- | -------- | ----- | -------- | ----- | -------- | -------- | ------- |
| 2023     | SF       | 7     | 7     | 0     | 0     | 0        | 1     | 1     | 0        | 0           | .500  | 147   | 34.2     | 29       | 8           | 11       | 0     | 4        | 35       | 0     | 0        | 19    | 16       | 4.15     | 1.15    |
| 2024     | SF       | 24    | 24    | 0     | 0     | 0        | 7     | 7     | 0        | 0           | .500  | 532   | 124.1    | 125      | 18          | 42       | 0     | 7        | 118      | 2     | 1        | 65    | 63       | 4.56     | 1.34    |
| 2025     | SF       | 8     | 4     | 0     | 0     | 0        | 1     | 1     | 0        | 1           | .500  | 100   | 23.2     | 21       | 4           | 9        | 1     | 0        | 25       | 0     | 0        | 12    | 12       | 4.56     | 1.27    |
| MLB：2年 | MLB：2年 | 31    | 31    | 0     | 0     | 0        | 8     | 8     | 0        | 0           | .500  | 679   | 159.0    | 154      | 26          | 53       | 0     | 11       | 153      | 2     | 1        | 84    | 79       | 4.47     | 1.30    |

- 2024年度シーズン終了時

### 年度別守備成績
| 年 度 | 球 団 | 投手（P） | 投手（P） | 投手（P） | 投手（P） | 投手（P） | 投手（P） |
| 年 度 | 球 団 | 試 合     | 刺 殺     | 補 殺     | 失 策     | 併 殺     | 守 備 率  |
| ----- | ----- | --------- | --------- | --------- | --------- | --------- | --------- |
| 2023  | SF    | 7         | 0         | 2         | 0         | 0         | 1.000     |
| MLB   | MLB   | 7         | 0         | 2         | 0         | 0         | 1.000     |

- 2023年度シーズン終了時

### 背番号
- 45 （2023年 - 2025年6月10日）